# Lineodes hieroglyphalis
Lineodes hieroglyphalis is een vlinder uit de familie van de grasmotten (Crambidae), uit de onderfamilie van de Spilomelinae. De wetenschappelijke naam van deze soort is voor het eerst gepubliceerd in 1854 door Achille Guenée.
De soort komt voor in Brazilië.